# اليكساندر كاتسالابوف
اليكساندر كاتسالابوف (بالروسية: Кацалапов, Александр Анатольевич)‏ (5 أبريل 1986 بفولغوغراد في روسيا - ) هو لاعب كرة قدم روسي في مركز الدفاع. لعب مع توربيدو موسكو ونادي أوفا ونادي روتور فولغوغراد ونادي تيومين ‏ ونادي أورال يكاترينبورغ.

## روابط خارجية
- اليكساندر كاتسالابوف على موقع قاعدة بيانات كرة القدم.إي يو (الإنجليزية)
- اليكساندر كاتسالابوف على موقع Soccerway.com (الإنجليزية)